# Meteora
Meteora er et album udgivet af det amerikanske nu-metalband Linkin Park. Meteora toppede hitlisterne i både Storbritannien og USA da den blev udgivet. I 2003 vandt den prisen som det mest sælgende rockalbum med hele 834.000 kopier solgt på den første uge. 

## Musikstil
Sammenlignet med Linkin Parks første album Hybrid Theory har dette album Meteora haft større indflydelse på rapcoregenren ("Lying From You", "Hit The Floor", "Figure.09") hiphop ("Nobody's Listening") og elektronisk ("Breaking The Habit").

## Nummerliste
1. "Foreword" (Intro) – 0:13
2. "Don't Stay" – 3:07
3. "Somewhere I Belong" – 3:33
4. "Lying from You" – 2:55
5. "Hit the Floor" – 2:44
6. "Easier to Run" – 3:24
7. "Faint" – 2:42
8. "Figure.09" – 3:17
9. "Breaking the Habit" – 3:16
10. "From the Inside" – 2:53
11. "Nobody's Listening" – 2:57
12. "Session" – 2:23
13. "Numb" – 3:05

## Albummets placering på hitlister
| År   | Hitliste           | Placering |
| ---- | ------------------ | --------- |
| 2003 | Billboard 200      | #1        |
| 2003 | UK Albums Chart    | #1        |
| 2003 | ARIA Top 50 Albums | #2        |

## Singlernes placering på hitlisterne
| År   | Single             | Hitliste                          | Placering |
| ---- | ------------------ | --------------------------------- | --------- |
| 2003 | Somewhere I Belong | Mainstream Rock Tracks            | #1        |
| 2003 | Somewhere I Belong | Modern Rock Tracks                | #1        |
| 2003 | Somewhere I Belong | Billboard Hot 100                 | #32       |
| 2003 | Somewhere I Belong | BBC Radio One Official Chart Show | #20       |
| 2003 | Somewhere I Belong | Canadian Singles Chart            | #2        |
| 2003 | Somewhere I Belong | World Modern Rock                 | #1        |
| 2003 | Somewhere I Belong | World Internet Sales              | #1        |
| 2003 | Faint              | Radio One Official Chart          | #30       |
| 2003 | Faint              | Billboard Modern Rock             | #1        |
| 2003 | Faint              | World Modern Rock                 | #1        |
| 2003 | Faint              | Billboard Mainstream Rock         | #2        |
| 2003 | Faint              | Billboard Hot 100                 | #38       |
| 2004 | Numb               | Billboard Hot 100                 | #11       |
| 2004 | Numb               | Modern Rock Tracks                | #1        |
| 2004 | Numb               | Mainstream Rock Tracks            | #1        |
| 2004 | Numb               | World Modern Rock                 | #1        |
| 2003 | Breaking the Habit | Billboard Hot 100                 | #20       |
| 2004 | Breaking the Habit | Modern Rock Tracks                | #1        |
| 2004 | Breaking the Habit | Mainstream Rock Tracks            | #2        |
| 2004 | Breaking the Habit | Netherlands Top 40                | #5        |
| 2004 | Breaking the Habit | Canada Muchmusic Chart            | #7        |
| 2004 | Breaking the Habit | China Top 20                      | #1        |
| 2004 | Breaking the Habit | World Modern Rock                 | #8        |
| 2004 | Lying from You     | World Modern Rock                 | #9        |
| 2004 | Lying from You     | Modern Rock Tracks                | #1        |
| 2004 | Lying from You     | Mainstream Rock Tracks            | #2        |